# 진여의

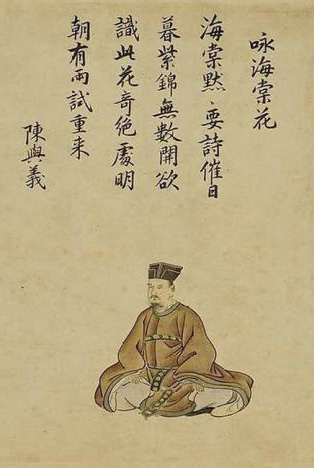

진여의(陳與義, 1090년 ∼ 1138년)는 중국의 시인이자 송나라 시대의 정치인이다.
진여의는 북송과 남송의 교체기, 즉 북송이 금나라의 침략을 받아 망하고 남송이 그 뒤를 이은 시기를 살았다. 그는 북송 철종(哲宗) 원우(元祐) 5년(1090) 6월 낙양(洛陽)에서 출생했다. 휘종(徽宗) 대관(大觀) 원년(1107) 18세에 태학(太學)에 입학하고, 정화(政和) 3년(1113) 24세에 과거에 급제해 8월 개덕부 교수(開德府敎授)로 임명받으면서 관리 생활을 시작했다. 정화 8년(1118) 벽옹록(辟雍錄)에 제수되었으며, 선화(宣和) 2년(1120) 모친상을 당해 여주(汝州)에 가서 지냈다. 선화 4년 다시 태학박사(太學博士)에 발탁된 이후, 비서성저작좌랑(秘書省著作佐郞), 부림랑(符林郞) 등의 관직을 역임했다. 선화 6년(1124), 진류(陳留) 주세(酒稅)로 좌천을 당했다. 다음 해 12월 금나라가 남침해 휘종이 흠종(欽宗)에게 양위하는 일이 벌어졌으며, 이듬해 정강(靖康) 원년(1126) 들어 진여의는 피난 생활을 시작하고 송나라(북송)는 결국 망하고 만다.
이후 5년에 걸친 피난 생활 끝에 월주[越州, 지금의 저장성(浙江省) 사오싱(紹興)]에서 병부원외랑(兵部員外郞)으로 다시 벼슬 생활을 시작해, 다음 해 조정이 임안[臨安, 지금의 저장성 항저우(杭州)]으로 옮긴 이후, 7년에 걸쳐 중서사인(中書舍人) 겸 시강(侍講), 이부시랑(吏部侍郎), 예부시랑(禮部侍郞), 호주(湖州) 지주(知州), 급사중(給事中), 한림학사(翰林學士) 지제고(知制誥)를 거쳐 참지정사(參知政事)에까지 이르렀다. 소흥 8년(1138) 5월, 병으로 참지정사를 그만두고 호주 지주로 갔다가 병이 심해 11월 29일 세상을 떠나니 향년 49세였다.

## 참고 문헌
- Toqto'a; Alutu (2014).  《宋史》 [History of Song] (중국어) 445. Beijing: Zhong Hua Book Company. ISBN 9787101003239.